# 루팡 3세

《루팡 3세》(ルパン三世)는 일본의 유명 만화가인 몽키 펀치(モンキー・パンチ)가 1967년에 연재한 만화와 그를 바탕으로 한 애니메이션이다. 1969년에 파일럿 필름이 나왔으며 1971년부터 애니메이션이 나온 이후 영화 및 OVA, 게임 등을 통해 각종 미디어를 통한 공개가 계속되어 현재의 인기를 자랑하게 된다.

## 애니메이션

### TV 시리즈
- 루팡 3세 : 1971/10/24~1972/03/26 (총 23화)

- 루팡 3세 (신) : 1977/10/03~1980/10/06 (총 155화)

- 루팡 3세 PART III : 1984/03/03~1985/09/28 (총 50화)

- 루팡 3세 (2015년) : 2015/10/02~2016/03/18 (이탈리아 : 총 26화, 일본 : 총 24화)

- 루팡 3세 PART5 (2018년) : 2018/04/03~09/19 (총 24화)

- 루팡 3세 PART6 (2021년) : 2021/10/10~2022/03/27 (총 25화)

### TV 스페셜
| 화수        | 방영 일시        | 방영 제목 (일어)                              | 방영 제목 (한글)                             | 비고 |
| ----------- | ---------------- | --------------------------------------------- | -------------------------------------------- | ---- |
| 01          | 1989년 4월 1일   | バイバイ・リバティー・危機一發！              | 바이바이 리버티 위기일발                     |      |
| 02          | 1990년 7월 20일  | ヘミングウェイペーパーの謎                    | 헤밍웨이 페이퍼의 수수께끼                   |      |
| 03          | 1991년 8월 9일   | ナポレオンの辭書を奪え                        | 나폴레옹의 사전을 빼앗아라                   |      |
| 04          | 1992년 7월 24일  | ロシアより愛をこめて                          | 러시아에서 사랑을 담아                       |      |
| 05          | 1993년 7월 23일  | ルパン暗殺指令                                | 루팡 암살지령                                |      |
| 06          | 1994년 7월 29일  | 燃えよ斬鐵劍                                  | 타올라라 참철검                              |      |
| 07          | 1995년 8월 4일   | ハリマオの財寶を追え!!                        | 하리마오의 보물을 되찾아라!!                 |      |
| 08          | 1996년 8월 2일   | トワイライト☆ジェミニの秘密                   | 트와일라이트 제미니의 비밀                   |      |
| 09          | 1997년 8월 1일   | ワルサーP38                                   | 월터 P-38/타란치아의 독거미                  |      |
| 10          | 1998년 7월 24일  | 炎の記憶 ～ Tokyo Crisis                      | 불꽃의 기억 - 도쿄 크라이시스                |      |
| 11          | 1999년 7월 30일  | 愛のダ・カーポ ～ Fujiko's Unlucky Days       | 사랑의 다카포 - 후지코의 불운한 날           |      |
| 12          | 2000년 7월 28일  | 1$マネーウォーズ                              | 1달러의 전쟁                                 |      |
| 13          | 2001년 8월 3일   | アルカトラズコネクション                      | 알카트라즈 커넥션                            |      |
| 14          | 2002년 7월 26일  | Episode 0 - First Contact                     | 0화 - 퍼스트 콘택트                          |      |
| 15          | 2003년 8월 1일   | お宝返却大作戦!!                              | 보물반환 대작전!!                            |      |
| 16          | 2004년 7월 30일  | 盗まれたルパン 〜コピーキャットは真夏の蝶     | 도둑맞은 루팡 - 모방자는 한여름의 나비       |      |
| 17          | 2005년 7월 22일  | 天使の策略 〜夢のカケラは殺しの香り〜         | 천사의 책략 - 꿈의 조각은 살인의 향기        |      |
| 18          | 2006년 9월 8일   | セブンデイズ ラプソディー                     | 세븐 데이즈 랩소디                           |      |
| 19          | 2007년 7월 27일  | 霧のエリューシヴ                              | 안개의 일루시브                              |      |
| 20          | 2008년 7월 28일  | sweet lost night 〜魔法のランプは悪夢の予感〜 | Sweet Lost Night - 마법의 램프는 악몽의 예감 |      |
| SP          | 2009년 3월 27일  | ルパン三世 VS 名探偵コナン                    | 루팡 3세 vs 명탐정 코난                      |      |
| 21          | 2010년 2월 12일  | The Last Job                                  | 마지막 책무                                  |      |
| 성우진 교체 |                  |                                               |                                              |      |
| 22          | 2011년 12월 2일  | 血の刻印 〜永遠のMermaid〜                    | 피의 각인 - 영원한 Mermaid                   |      |
| 23          | 2012년 11월 2일  | 東方見聞録 〜アナザーページ〜                 | 동방견문록 - 어나더 페이지                   |      |
| 24          | 2013년 11월 15일 | princess of the breeze 〜隠された空中都市〜   | Princess of The breeze - 숨겨진 공중도시     |      |
| 25          | 2016년 1월 8일   | イタリアン・ゲーム                            | 이탈리안 게임                                |      |
| 26          | 2019년 1월 25일  | グッバイ・パートナー                          | 굿바이 파트너                                |      |

### 극장판 및 OVA

#### 극장판
- ルパンVS複製人間 (루팡 VS 복제인간) : 1978
- カリオストロの城 (칼리오스트로의 성) : 1979
- 押井版ルパン三世 (오시이판 루팡 3세) : 미제작
- パピロンの黃金傳說 (바빌론의 황금전설) : 1985
- 風魔一族の陰謀 (풍마 일족의 음모) : 1987 (OVA로 발매한 후에 극장에서 개봉)
- くたばれ！ノストラダムス (죽어버려라 노스트라다무스) : 1995
- Dead or Alive (죽느냐 사느냐) :  1996
- ルパン三世VS名探偵コナン THE MOVIE (루팡 3세 vs 명탐정 코난 THE MOVIE) : 2013
- LUPIN THE IIIRD 次元 大介の墓碑 (루팡 3세 지겐 다이스케의 묘비) : 2014
- LUPIN THE IIIRD 血煙の石川五ェ門 (루팡 3세 피보라의 이시카와 고에몽) : 2017
- ルパン三世 THE FIRST (루팡 3세 더 퍼스트) : 2019 (3D 영화)

#### OVA
- 風魔一族の陰謀 (풍마일족의 음모)

1987년에 극장판과 동시 개봉
- シークレットファイル (시크릿 파일)

1989년에 VHS판 발매
- 生きていた魔術師 (살아있는 마술사) : 2002년 4월 3일에 DVD판 발매
- GREEN vs RED (초록색 vs 빨간색) : 2008년 4월 2일에 DVD판 발매
- ルパン三世 Master File (루팡 3세 마스터 파일)

2012년에 애니화 40주년을 기념으로 제작
- ルパンしゃんしぇい (루팡 샨세)

2012년에 루팡 3세와 FROGMAN의 콜라보한 플래시 애니
- LUPIN ZERO (루팡 제로)

2022년 12월 16일부터 2023년 1월 13일까지 착신
- ルパン三世VSキャッツ・アイ (루팡 3세 VS 캣츠 아이)

2023년 1월 27일에 프라임 비디오에서 착신

### 대한민국 방송 설명
대한민국에서는 만화전문 케이블채널 투니버스에서 방송된 작품으로 많이 알려졌다. 그러나 투니버스 개국 이전에 MBC에서 이미 극장판인 《카리오스트로의 성》편이 방송되었다. 또한 MBC 방송 전에는 괴도루팡이라는 제목으로 비디오로 먼저 출시된 적이 있었다.

## 캐릭터 소개

### 레귤러 캐릭터
성우진 소개는 [목소리 출연]란에 소개.
- 루팡 3세 (ルパン三世) / 루팡

아르센 루팡의 손자로 예쁜 여자를 밝히는 쾌활한 도둑.
- 지겐 다이스케 (次元 大介) / 알마로스

루팡을 옆에서 보호해 주는 신의 있고 사격에 능한 인물.
- 미네 후지코 (峰 不二子) / 산드라

돈에 대한 집착이 매우 강해 동료를 잘 속이는 미녀 도둑.
- 이시카와 고에몬 (石川 五ェ門) / 검객

검술에 아주 능하며 초대 이시카와 고에몽의 13대 후손.
- 제니가타 경부 (銭形 警部) / 조대포 경감

루팡 일행을 체포하려고 벼르고 있는 ICPO 소속 형사.
인물.
- 레베카로셀리니 / 루팡의아내

루팡이랑 결혼한 레베카로셀리니라는 아가씨.

### 게스트 캐릭터
극장판 및 OVA 등장인물만 따지도록 한다.
루팡 대 복제 인간
- 마모

후지코를 통해 루팡 일행에게 현자의 돌을 훔지도록 종용한 인물로 자신을 신이라 칭하며 기이한 현상을 보여준다. 하지만 원래는 자신의 클론들을 조종하여 만년동안 역사를 조작한 인물로 나중에 자신의 두뇌를 우주로 보내고자 하나 루팡에 의해 저지되어 대기권에서 사라진다.
- 스타키

미국 대통령 특별 보좌관으로 지겐의 말에 따르면 '세상에서 가장 잘난 남자를 조종하는 아저씨'이며 마모가 미소에게 한 협박에 대응하기 위해 특별히 파견된 인물이다. 나중에 정체불명의 거대부자인 하워드 록우드가 마모임을 알게 되자 본부와 적지를 폭격하는 결단을 보여준다.
카리오스트로 성의 비밀
- 클라리스 드 카리오스트로

카리오스트로 공국의 마지막 왕족이며 화재로 부모를 잃기 전 한때 루팡 3세를 도운 적이 있어 백작과의 결혼을 피해 도주하던 그녀를 본 루팡 3세가 기억하게 되어 백작에 손에서 구출시킨다. 나중에 루팡 일행과 동행하고자 하지만 결국 범죄의 세계로 그녀를 이끌고 싶지 않은 루팡의 만류로 헤어진다.
- 라자르 드 카리오스트로

표면적으로는 카리오스트로 공국의 신사적인 지배자로 군림하고 있지만 뒤로는 염소지폐를 대량생산하고 비신사적 언행을 일삼는다. 나중에는 신부를 신부로 가장한 루팡에게 빼앗기고 자신의 범죄 행각이 루팡 일행에 의해 전 세계에 발각되는 결말을 맞이한 후 시계탑에서 루팡을 추격하다 최후를 맞는다.
바빌론의 황금전설
- 로제타 할멈

바빌론의 황금전설을 루팡에게 털어놓은 의문의 할멈으로 루팡을 사랑하고 있는 듯하다. 원래는 외계에서 온 미인으로 타인을 잘 기만한 나머지 노파가 되었다. 여행 중 바빌론의 황금을 찾고자 모든 지구를 방황하며 언제나 유쾌한 유머로 타인을 대한다.
- 마르치아노

루팡과 대립하는 뉴욕 마피아의 보스로 아버지의 가업을 이어받아 바빌론의 황금을 찾는데 시간을 쏟고자 2인자인 코월스키에게 조직 운영을 맡겼다. 이후 바빌론의 황금을 독차지하려는 코월스키의 배신으로 최후를 맞이하게 된다.
- 코월스키

마르치아노의 측근으로 뉴욕 마피아 운영 전반을 위임받아 실질적인 보스로 활동하고 있다. 하지만 욕심이 강해 바빌론의 황금을 독점하고자 마르치아노를 살해하지만 나중에 루팡이 남기고 간 담배 모형의 사제 폭탄의 폭습으로 인해 최후를 맞는다.
풍마일족의 음모
- 카자미 형사

본디 정체는 풍마일족의 앞잡이로 풍마일족의 이득을 위해서는 어떤 것도 마다하지 않는 성격. 하지만 루팡 일행의 재치로 제니가타 경부에게 정체가 발각되고 이후 결전의 장소에서 루팡 일행을 공격하다 고에몽의 일격으로 인해 숨을 거두게 된다.
- 무라사키

고에몽의 연인으로 풍마일족에게 납치된 후 우여곡절 끝에 가족을 만나게 되었다. 처음에 고에몽과 알게 된 후 교제하는 사이로 발전한 후 풍마일족에게서 해방된 다음에는 연인 관계를 유지한 채 이야기가 끝나게 된다.
- 무라사키의 아버지

가문의 안전을 위해 항아리의 비밀을 숨기는 영감. 루팡 일행이 항아리를 훔친 후 비밀의 장소에서 카자미 형사 일행과 맞서 싸우나 패배, 이후 무라사키와 함께 고에몽 일행을 추격하던 제니가타 일행에게 구출되었다.
죽어버려라! 노스트라다무스.
- 라이즐리

노스트라 다무스 기독교의 지도자로 세계의 모든 부와 권력을 얻기 위해 용병 출신 크리스와 결탁하고 그를 행동대장으로 기용했다. 또한 후지코에게 5000만불을 지불하는 척하고 예언서를 독점하고자 하였으나 크리스가 배신하는 바람에 결국 더글라스 재단 소유 건물에서 압사당해 최후를 맞이하게 된다.
- 크리스

라이즐리가 기용한 용병으로 줄리아 더글라스를 납치하고 더글라스가 대선에 출마하는 것을 포기하도록 종용했다. 하지만 라이즐리의 과격한 언동으로 말미암아 독자적인 길을 선언하고 예언서를 탈취하고자 금고에 접근하였으나 오히려 정신착란 상태로 자폭 스위치를 누르고 압사당해 최후를 맞게 된다.
죽느냐, 사느냐!
- 올리앤더 ("올리")

원래는 반란군의 일원이었으나 장군과 그 측근들의 말에 속아 비밀 경찰이 된 후 이중 간첩이 되었다. 나중에 장군 앞에 나타난 패니쉬가 루팡인 사실을 깨닫게 된다. 아름답지만 맹독성이 있는 어느 식물이 그 유래라 캐릭터의 성향도 그에 걸맞게 이중적으로 설정된다.
- 패니쉬

주푸 왕국 국왕의 아들로 장군에게 왕국을 빼앗긴 후 사살되었다가 나중에 루팡이 올리의 마음을 얻기 위하여 도용되어 나타나게 된다. 사살된 인물은 담배를 피우지 않는데 반해 루팡은 담배를 피운 채 변장했기 때문에 나중에 올리가 패니쉬의 진짜 정체를 알아내게 된다.
살아 돌아온 마술사
- 노인장

루팡 일행을 이용해 수정 막대를 모으고자 한 인물로 고에몽을 그리스로 불러들이고 지겐의 병증을 음악으로 완화시켜준 인물. 이후 세상을 어두운 음악으로서 정복하고 뒤엎고자 하는 파이칼의 속셈을 알아챈 루팡 일행을 도와 파이칼이 야망을 분쇄하는 역할을 해낸다.
- 파이칼

루팡 1기 캐릭터로 중상을 입고도 기적적으로 생환하여 복수의 결의를 다짐한 후 루팡에게 나타난 인물이며 루팡 일행에게는 마술사로 통한다. 루팡 일행을 압박하며 수정 막대를 모으지만 나중에 파이칼의 본디 정체를 파악하게 된 루팡에게 최후를 맞이하게 된다.
그린 대 레드
- 야스오

라면집에 일하는 평범한 청년으로 어느날 흥미로 소매치기를 하다가 루팡의 애용 건인 발터 P38을 입수한 후 녹색 재킷을 입고 루팡으로 살아가는 것을 실행에 옮긴 후 연인과 재회하는 인물이다. 이름의 유래는 루팡 3세의 초대 루팡 3세 담당 성우인 故야마다 야스오.
- 유키코

야스오의 연인으로 루팡 3세에 대한 추적 취재를 하는 기자로 활동하는 가운데 진짜 루팡 3세의 행적을 자세히 알고 있는 노인을 취재하게 된다. 이후 가짜 루팡으로 살고 있는 야스오를 보게 된다. 이름의 유래는 루팡 3세 1기 미네 후지코 담당 성우인 니카이도 유키코.

## 목소리 출연

### 일본판 성우진

#### 일본판 주요 성우진
참고로 87년도판(제목 : 풍마일족의 음모) 성우진은 제외한다.
| 배역            | 1977년 이전      | 1977~1994년      | 1995~2010년     | 2011년 이후       |
| --------------- | ---------------- | ---------------- | --------------- | ----------------- |
| 루팡 3세        | 故 야마다 야스오 | 故 야마다 야스오 | 쿠리타 칸이치   | 쿠리타 칸이치     |
| 지겐 다이스케   | 코바야시 키요시  | 코바야시 키요시  | 코바야시 키요시 | 코바야시 키요시   |
| 미네 후지코     | 나카이도 유키코  | 마스야마 에이코  | 마스야마 에이코 | 사와시로 미유키   |
| 이시카와 고에몽 | 오오츠카 치카오  | 이노우에 마키오  | 이노우에 마키오 | 나미카와 다이스케 |
| 제니가타 경부   | 故나야 고로      | 故나야 고로      | 故나야 고로     | 야마데라 코이치   |

### 일본 방영 기타 성우진 정보 설명
일본에서는 3개 시리즈 외에 각각 1969년도(시네마 스코프판)와 1971년도(텔레비전 방영판)에 〈파일럿 필름〉을 방영한 것으로 알려져 있다. 〈파일럿 필름〉의 성우진 중에 시네마 스코프판 및 텔레비전 방영판 공유 성우진으로는 코바야시 키요시(지겐 다이스케 역), 마스야마 에이코(미네 후지코 역), 다나카 노부오(극중 해설자 역)이 있다.
그외 D2MANGA(PS에서 출시한 디지털 만화) 판에서는 난바 케이이치가 루팡 3세 역을, 고오리 다이스케가 지겐 역을 담당한 것이 특징이다.

### 한국판 성우진

#### 한국판 주요 성우진
| 원어판 이름          | 투니버스판 이름 | 투니버스판 성우                                                           | 대원방송판(스페셜) 성우 | 대원방송판(파트4~5) 성우 |
| -------------------- | --------------- | ------------------------------------------------------------------------- | ----------------------- | ------------------------ |
| 루팡 3세             | 루팡 3세        | 강수진                                                                    | 김장                    | 김현욱                   |
| 지겐 다이스케        | 알마로스        | 강구한                                                                    | 이광수                  | 송준석                   |
| 이시카와 고에몽      | 검객            | 김수중                                                                    | 양석정                  | 오인성                   |
| 미네 후지코          | 산드라          | 박영희(TV판, 도쿄 크라이시스, 1달러 전쟁) 김현심(루팡 3세 vs 명탐정 코난) | 김옥경                  | 양정화                   |
| 제니가타 코이치 경부 | 조대포 경감     | 이인성                                                                    | 최석필                  | 이장원                   |

#### 한국판 기타 성우진

##### 1기 시리즈 (한국판)
- 최문자, 박영화, 김태웅 등

##### 파트3 시리즈 (한국판)
- 김태웅, 성유진, 김영훈 등

##### 파트4 시리즈 (한국판)
| 성우   | 배역                                 |
| ------ | ------------------------------------ |
| 이재현 | 레베카 로셀리니                      |
| 이현   | 페트릭, 퍼시벌, 데케레, 모레노, 신부 |
| 이상헌 | 닉스, 단장, 죠라, 엔조               |
| 김민주 | 몬디니                               |
| 곽윤상 | 롭슨, 로베르토, 카고                 |
| 김도영 | 리비아, 나오미                       |
| 신경선 | 에릭                                 |
| 탁원제 | 니노                                 |
| 심규혁 | 루카                                 |
| 온영삼 | 알도르포, 보르프                     |
| 이지현 | 벨라도나                             |
| 송하림 | 클로에, 브리지트                     |
| 위훈   | 필립, 지노                           |
| 김환진 | 다 빈치                              |
| 이미나 | 아보가르도                           |
| 정주원 | 그레코                               |
| 황창영 | 아케치                               |
| 김태훈 | 마틴                                 |
| 박성영 | 제임스, 미르코, 토니, 로메오         |
| 이다은 | 엘레나, 나딘, 오오바야시             |
| 강은애 | 어린 루카, 조세핀, 마유              |
| 서반석 | 체자레, 우라가 코우, 샤샤            |
| 이창민 | 부치, 콘테, 마리오, 젊은 마틴        |
| 김은연 | 콘테, 비앙카, 조세피나, 노라, 타마요 |

- 그 외: 김진홍, 이승행, 정의한, 손선영, 원에스더

##### 파트5 시리즈 (한국판)
| 성우     | 배역                                         |
| -------- | -------------------------------------------- |
| 문남숙   | 아미                                         |
| 류승곤   | 알베로                                       |
| 탁원제   | 카미유                                       |
| 김정호   | 아기옹                                       |
| 이종혁   | 쟝                                           |
| 박성영   | 야타가리스                                   |
| 서원석   | 맥                                           |
| 강시현   | 도르마                                       |
| 박성영   | 대주교, 야타가라스                           |
| 송하림   | 브리지트                                     |
| 정의한   | 엔조, 해골 선장, 총감, 티키, 브로리, 아무르  |
| 이창민   | 린, 사키모리, 프랑켄, 기욤, 리더, 바고프, 린 |
| 서반석   | 피카부, 류카, 아델, 셰료가                   |
| 김진홍   | 찹틴, 이치로, 첸카                           |
| 이승행   | 족장, 가스통, 버킨                           |
| 강은애   | 아라니에                                     |
| 이다은   | 유니온 마마, 미라주                          |
| 이새아   | 클로에                                       |
| 정주원   | 마야마                                       |
| 원에스더 | 무우                                         |
| 김은연   | 크로, 미라주 딸                              |

##### TV 스페셜 (한국판)

###### 루팡 3세 스페셜: 하리마오의 보물을 되찾아라
- 김윤채: 다이애나
- 손선영: 헤르만
- 장서화: 하리마오
- 최현수: 러셀
- 정의한: 아처
- 김진홍: 괴링

###### 루팡 3세 스페셜 천사의 책략: 꿈의 조각은 살인의 향기
- 강시현: 죠
- 박고운: 소피
- 김예림: 카오루
- 원에스더: 린다
- 손선영: 에밀리
- 김진홍: 신겐사이
- 정의한: 진고로
- 그 외: 이승행, 최현수, 장서화, 김윤채, 정현

###### 루팡 3세 스페셜: 바이바이 리버티 위기일발(재더빙)
- 강은애: 마이클
- 김은연: 이자벨
- 정의한: 지미
- 손선영: 쥬디
- 이창민: 에드
- 이승행: 실버맨
- 박성영: 루스터
- 김진홍: 존스
- 기타: 서반석

###### 루팡 3세 스페셜: 피의 각인-영원한 Mermaid
- 심규혁: 하무로
- 장예나: 마키
- 이다은: 미사
- 김은연: 토도
- 정의한: 카게우라
- 강은애: 야오비쿠니
- 원에스더: 원장

###### 루팡 3세 vs 명탐정 코난 TV 스페셜
- 윤미나: 마리 공주
- 김승준: 키스
- 김기현: 지라드
- 곽윤상: 카일
- 김보영: 블러섬
- 김명준: 질

###### 루팡 3세 스페셜: 1달러 전쟁
- 이동은: 신시아
- 이재용: 나비코프
- 김현지: 샌디
- 이호산: 쿠바
- 현경수: 힐터
- 최승훈: 길버트

###### 루팡 3세 스페셜: 도쿄 크라이시스
투니버스판
- 여민정: 마리아
- 김환진: 마이클 스즈키
- 시영준: 곤도

대원방송판
- 서원석: 스즈키
- 장미: 마리아
- 이승행: 곤도
- 김진홍: 마리아 아빠
- 정의한: 경시총감
- 그 외: 원에스더, 손선영, 최현수, 장서화, 김윤채, 정현, 김예림

### 대한민국 방영 기타 성우진 설명
대한민국에서는 3개의 시리즈 중 1977년판을 제외한 1971년판과 1984년판만 투니버스에서 방송된 것으로 추정된다. 1기 시리즈에서는 박영화가, 파트3에서는 김태웅이 대부분 악역을 하였다. TV 시리즈에서는 온미디어 전속성우를 출연시키지 않았으며 온미디어 전속성우의 경우, TV 스페셜에서만 출연한다.
<카리오스트로의성> 편의 성우로 TV 방영판에서는 故 백순철이, 비디오 출시판에서는 손원일이 각각 루팡 역할을 하였다.

## 루팡 3세 연표

### 1995년이전
- 1967년 8월, "만화 액션"만화 "루팡 3 세"를 연재 개시.
- 1969년 파일럿 필름이 완성되었으나 미공개로 끝났다.
- 1971년
  - 같은 해 "만화 액션" 만화 "루팡 새로운 모험"을 연재 개시.
  - 10월 요미우리 TV를 키 스테이션으로 애니메이션 "루팡 3 세 (TV 제 1 시리즈)"방송 개시.
- 1974년 다큐멘터리 영화 "루팡 3 세 염력 진 작전 '공개.
- 1977년
  - 6월 "만화 액션" 만화 "신 루팡 3 세"를 연재 개시.
  - 10월 일본 키 방송국, 애니메이션 "루팡 3 세 (TV 2 기)" 방송 개시.
- 1978년
  - 3월 "루팡 베네치아 초특급"을 봄 토호 챔피언 축제에서 병영.
  - 12월 TV 제 2 시리즈의 높은 시청률을 받아 첫 장편 극장 영화 "루팡 3 세 루팡 VS 복제 인간" 공개.
- 1979년
  - 1월 22일 방송 TV 제 2 시리즈 제 67 화 "루팡의 큰 서유기"가 당시 애니메이션 으로서는 이례적으로 시청률 30 % 이상 (32.5 %)를 기록.
  - 12월 극장 영화 제 2 작 "루팡 3 세 카리 오스트로의 성" 공개.
- 1980년 4월 첫 컴퓨터 게임으로로 "루팡 3 세 (타이토)" 발매.
- 1984년
  - 3월 요미우리 TV를 키 스테이션으로 애니메이션 "루팡 3 세 PartIII" 방송 개시. 여름 "만화 액션"만화 "SEXY 루팡" 단기 연재.
  - 9월 신작 극장 영화를 제작, 내년 공개하기로 결정. "오시이 버전 루팡 3 세"를 제작하려고 했으나 사장되고 만다.
- 1985년 극장 영화 제 3 작 "루팡 3 세 바빌론의 황금 전설" 공개.
- 1987년 "루팡 3 세" 최초의 OVA "루팡 풍마의 일족의 음모" 발매. 동시에 극장 영화 네 번째 작품으로 공개.
- 1989년 "루팡 3 세" TV 스페셜 방송 시작. TV 스페셜 제 1 작 "루팡 3 세 바이바이 리버티 위기 일발!"을 "토요일 슈퍼 스페셜"에서 방송.
- 1990년 TV 스페셜 제 2 작 "루팡 헤밍웨이 페이퍼의 수수께끼"방송. 이 TV 스페셜이 "금요 로드쇼"에서 방송된 이후 매년 여름 방학에 신작이 방송된다.
- 1991년 TV 스페셜 제 3 작 "루팡 3 세 나폴레옹의 사전을 빼앗아라" 방송.
- 1992년 TV 스페셜 제 4 작 "루팡 러시아에서 사랑을 담아" 방송.
- 1993년 TV 스페셜 제 5 작 "루팡 3 세 루팡 암살 지령" 방송.
- 1994년 7월 TV 스페셜 제 6 작 "루팡 불타올라라 참철검" 방송.

이 작품은 야마다 야스오의 마지막 유작이다. 이듬해 신작 극장 영화의 제작을 결정하고, 연내에 예고편 1탄이 수록된다. 또한 에소의 스탠다드 석유 (ESSO 석유, 현 엑손 모빌)가 내년 연초부터 방영하는 CM에 루팡 3 세를 기용하는 것도 결정, 이쪽도 연내에 수록이 행해진다.
- 1995년
  - 1월 엡손의 스탠다드 석유 CM이 TV 방송 개시.
  - 2월 야마다 야스오가 뇌출혈으로 쓰러져 의식 불명이 된다. 그래서 제작 중인 극장 영화는 야마다와 친분이 있어 자신의 흉내 레퍼토리로 루팡을 맡은 적도 있었던 쿠리타 칸이치가 대역을 맡게 된다.
  - 3월 조기 복귀를 바라고 있었던 야마다 야스오는 의식이 돌아오지 못한 채 3월 19일 영면. 이것을 받아 일본은 금요 로드쇼에서 "야마다 야스오 추모 기획 '라는 제목으로 TV 스페셜 제 1 작"루팡 3 세 바이바이 리버티 위기 일발! "를 재방송.
  - 4월 극장 영화 다섯 번째 작품 '루팡 3 세 죽어라! 노스트라 다 무스 "공개.
  - 8월 TV 스페셜 제 7 작인 '루팡 3 세 하리 마오의 보물을 쫓아라! "방송. 이 작품 이후 쿠리타 칸이치가 정식 루팡 3 세 역을 잇게 된다.

### 1996년이후
- 1996년
  - 4월 극장 영화 여섯 작품 "루팡 3 세 DEAD OR ALIVE"공개. 몽키 펀치가 시리즈 사상 처음으로 감독을 담당한다.
  - 8월 TV 스페셜 제 8 작 "루팡 3세 - 트윌라이트 ☆ 제미니의 비밀" 방송.
- 1997년 "루팡 3 세" 탄생 30 주년. TV 스페셜 제 9 작인 '루팡 발터 P38 "방송. "루팡 3 세 (Shusay 버전)"가 연재된다.
- 1998년
  - "만화 액션" 만화 "루팡 3 세 Y"연재 시작. PC와 플레이 스테이션 CD - ROM " '루팡 D2MANGA '"가 발매된다.
    - "루팡 3세 D2MANGA" - 원작에 채색, 움직임과 효과음, 목소리를 붙인 디지털 만화

  - 7월 TV 스페셜 제 10 작 "루팡 3 세 불꽃의 기억 ~ TOKYO CRISIS ~" 방송.
  - 11월 뮤지컬 '루팡 I'm LUPIN "공연.
- 1999년 TV 스페셜 제 11 작 "루팡 3 세 사랑의 다카포 ~ FUJIKO 'S Unlucky Days ~" 방송.
- 2000년 TV 스페셜 제 12 작 "루팡 3 세 1 $ 머니 전쟁 '방송
- 2001년 "루팡 3 세" TV 방송 개시 30 주년. TV 스페셜 제 13 작 "루팡 3세 - 알카트라즈 커넥션" 방송.
- 2002년
  - 4월 OVA 제 2 작 "루팡 3 세 살아 있었던 마술사" 발매.
  - 7월 TV 스페셜 제 14 작 "루팡 3 세 EPISODE : 0 퍼스트 · 컨택트" 방송.
- 2003년 TV 스페셜 제 15 작 "루팡 보물 반환 대작전!" 방송.
- 2004년
  - 계간 "루팡 3 세 official 매거진"(후타바사) 창간. 잡지에 "루팡 M"을 연재 개시.
  - TV 스페셜 제 16 작 "도난당한 루팡 ~ 모방은 한여름 나비 ~" 방송.
- 2005년 TV 스페셜 제 17 작 "루팡 3 세 천사의 책략 ~ 꿈의 조각은 살인의 향기 ~" 방송.
- 2006년
  - 7월 HIP HOP 아티스트 SEAMO (시모)가 루팡의 테마곡을 랩으로 커버한 "루팡's 파이어"가 발매.
  - 9월 8일 TV 스페셜 제 18 작 "루팡 3 세 세븐 데이즈 랩소디" 방송.
- 2007년 "루팡 3 세" 탄생 40 주년. 7월 27일 TV 스페셜 제 19 작 "루팡 3 세 안개 엘루시브" 방송.
- 2008년
  - 4월 OVA 제 3 작 "루팡 3 세 GREEN vs RED"발매.
  - 7월 25일 TV 스페셜 제 20 작 "루팡 3 세 sweet lost night ~ 마법의 램프는 악몽의 예감 ~" 방송.
- 2009년
  - 3월 27일 니혼 TV 방송망 개국 55 주년 요미우리 TV 개국 50 주년 기념 기획으로서 "루팡 3 세 VS 명탐정 코난 "이 『금요 로드쇼』에서 방영.
- 2010년 2월 12일, TV 스페셜 제 21 작 "루팡 The Last Job"방영.

### 2011년이후
- 2011년 12월 2일 "루팡 3 세"TV 방송 40 주년. TV 스페셜 제 22 작 "루팡 피의 각인 ~ 영원한 Mermaid ~"방송.
  - 이 작품부터 제니 가타 경부 역을 야마데라 코이치, 이시카와 고에몽 역을 나미카와 다이스케, 미네 후지코 역을 사와시로 미유키로 교체하는 것이 미리 발표된다.
- 2012년 11월 2일 TV 스페셜 제 23 작 "동방견문록 ~ 어나더 페이지~"방송.
  - 이 작품에 앞서 2012년 4월 경에는 TV 시리즈인 "루팡 3세 - 미네 후지코라는 여자" 방영.
- 2013년 11월 15일 TV 스페셜 제 24 작 "Princess of the breeze ~숨겨진 공중도시~"방송.
  - 루팡3세 vs 명탐정 코난 THE MOVIE이 2013년 12월 7일 일본에서 개봉, 이후 2014년 5월 경에 대한민국에서 해당 작품이 명탐정 코난의 극장판으로서 상영된다.
- 2014년 애니메이션 영화 "LUPIN THE IIIRD 차원 다이스케의 묘표"가 신쥬쿠 발트 9에서 2014년 6월 21일부터 27일까지 기간한정 특별 상영. 실사 영화 "루팡 3세"가 2014년 8월 30일 전국 도호 계열에서 공개됐다.
- 2015년
  - 설부터 다카라즈카 가극판 "루팡 3세"가 상연.
  - 10월부터 신 시리즈 제작 및 방영이 결정되었다. 니혼 TV 계열에서 방영될 예정이다.
  - 10월 2일부터 니혼 TV 계열에서 방영 시작했다.

## 미공개 정보

### 이야기 설정
- 당초 루팡은 당시 인기였던 비틀즈의 장발에 맞추어 그려질 예정 이었지만, 처음 연재 때 원작자 몽키 펀치가 마감 시한을 지키고자 장발을 그리는 수고를 하는 대신 시간을 단축시키기 위해 그때까지 장발 그린 장면을 수정액으로 지우면서까지 단발로 바꿨다는 에피소드가 있다. (장발로 그리는 데 5분 정도 걸렸지만, 단발은 30초 정도가 걸린다. 20 페이지의 원고로 약 1 시간 단축된 효과가 나타난다.)
- 루팡 3 세 애니메이션의 원형은 "톰과 제리"에서 따왔다고 한다. 몽키 펀치는 톰과 제리 교섭을 좋아하고, 그대로 루팡의 세계에서 재현하고 있다. 덧붙여서 톰 역은 제니가타 경부가, 제리 역은 루팡이 모델로 하고 있다. 톰과 제리를 마음 속에서 좋아했기 때문에, 원작자를 만나 도운 적이 있다. 그리고 실제로 만난 자리에서 저자에게 루팡을 모티브로 한 일러스트를 색지에 써달라고 했다는 사실은 2011년 8월 10일 방송된 니혼 TV 계 "ZIP" "애니메이션화 40 주년 루팡 전시회"의 고지, 몽키 펀치 인터뷰에서 밝혀진 바 있다.
- 1983년에 어린이 작품으로 "루팡 8 세"가 프랑스와의 합작으로 제작된 바 있다.
  - 제 8 화까지 제작된이 중단되지 않은 방영. 루팡의 자손인 루팡 8 세가 주역의 작품으로 이 작품에서는 루팡은 겉으로는 사립 탐정으로, 뒷면 가업이 도둑이라는 설정이다. 이것은 일부 해외 저작권 (이 경우, 모리스 르블랑 원작의 관련) 또는 도둑을 주인공 같은 작품의 윤리 문제는 루팡이 도둑이 아니라 탐정이라는 설정에서 방송되고 있던 지역이기 때문이다 (모리스 르블랑 원작에서도 루팡이 탐정을 영위하는 이야기가 있다 "바트네트 탐정 사무소")。
  - 또한 시대 배경은 22 세기 우주 여행이 일반화되고 있는 시대이며, 우주의 스토리가 중심이 되어 있는 것 같다. 지겐과 고에몽, 제니가타의 자손도 등장하고 지겐은 담배 대신 막대 사탕을 입에 물고, 고에몽은 참철검 대신에 레이저 소드를 휘두르며 제니가타의 자손 역시 경찰에서 루팡 뒤에 가업을 확신하면서 그들을 쫓는다.
- 루팡 재킷의 색상은 일부 예외를 제외하고 빨강 녹색 핑크 삼색에서 선택되고 있다.
  - 빨강 - 원작 만화나 애니메이션의 TV 제 2 시리즈 등 많은 작품에서 사용. 원작에서 빨강이 선택된은 연재 당시에는 빨간색과 검은색 잉크를 사용한 이색 찍어 페이지에 할당할 수 있으며, 그 중 가장 눈에 띄는 빨간색 이었기 때문. 후에 발매된 단행본 표지 일러스트는 녹색으로 칠해져 있는 경우도 있다.
  - 녹색 - 애니메이션의 TV 제 1 시리즈가 첫 출연. 이후, 애니메이션은 제 1 시리즈와 직원이 공통하고 있는 작품이나 제 1 시리즈를 강하게 의식한 작품으로 사용되고 있다. 만화에서는 Shusay 버전에 사용되었는데 다만 첫 단행본인 액션 만화 버전의 커버 일러스트는 빨간색으로 되어 있다.
  - 핑크 - 애니메이션 PartIII와 "바빌론의 황금 전설"에 사용된다. 또한 PartIII와 "바벨론"은 같은 시기에 제작되고 직원도 공유하고 있다.
- 본작이 대히트 이후 "문학 작품에 등장하는 유명 인사를 조부모로 두고 있는 주인공"이 활약하는 작품이 차례 차례로 탄생했다. 대표적인 것이 1990년대에 인기 작품이 되었던 만화 "김전일 소년의 사건부"가 있으며, 고단샤 편집자가 본작에서 힌트를 생각했다고 한다. 기이하게도 두 작품은 TV 시리즈가 같은 일본TV 계열로 제작되고 있다.
- TV 2 기 방송중인 1979년 3월 5일 방송에서는 당시 일본 아나운서였던 도쿠미츠 카즈오가 실황 아나운서로 실명으로 등장했다. 또한 이 날은 토쿠미츠가 사회를 맡는 "줌인! 아침!"이 시작된 날이었다고 2008년 10월 12일 방송된 TV 아사히의 특별 프로그램에서 언급된다.
- 루팡 제국은 모리스 르블랑의 원작에서도 모리 타니아 제국 황제로 아르센 일세가 취임되어 있었던 시기가 있다. 호랑이 송곳니를 참조하시라.
- "미네 후지코"는 하마나카 마을에 거주하는 클래스 메이트였던 실제 여성을 이미지로 그리고 있다. 모델이 된 여성은 현재도 하마나카 마을에 거주하고 있다고 한다.

### 캐릭터 설정
- 루팡 3세의 각 시리즈별 의상 배열은 다음과 같다.(다만 TV스페셜에서의 의상 배열은 이러한 요소들이 적당히 배열된 붉은색 외투, 노란색 넥타이, 그리고 연녹색 셔츠이다.)
  - 1기 - 초록색 상의 외투, 노란색 넥타이, 검은색 셔츠
  - 2기 - 붉은색 상의 외투, 상아색 넥타이, 푸른색 셔츠
  - 3기 - 분홍색 상의 외투, 황토색 넥타이 ,연녹색 셔츠
- 루팡과 후지코의 첫만남은 TV판 2기 시리즈에서 빗속에 제니가타를 피하던 루팡을 미네 후지코가 숨겨준 것으로 알려져 있지만 2002년도 스페셜에서는 루팡의 전 파트너의 여자로 나온다.
- 루팡 3세 일행의 연령에 대해서는 전원 불명이지만 현재까지 나온 설정들을 종합해 보면 제니가타 형사가 가장 연장자이고 후지코가 2번째로 연장자이며 지겐과 고에몽은 루팡과 동갑인 것으로 나온다.
- 루팡 3세 일행의 국적에 대해서는 현재까지 나온 설정이나 대사 등을 참고해 보면 일본으로 나오지만 완전한 일본인은 아닌 듯 하다. 다만 개별 캐릭터에 따라 다르겠지만 일본과 깊은 연결고리가 있는 것은 확실하다.
- 제니가타 경부의 의상이 바뀐 때는 "파트3"와 "바벨론의 황금 전설" 뿐이며 2기에서의 제니가타의 모습은 백치미를 강조한 모습이었다. 이로 인해 제니가타 경부의 백치미에 절규한 팬이 있는 반면 매력을 느낀 팬도 많다고 한다.

## 같이 보기
- 괴도신사 아르센 뤼팽
- 루팡 3세 vs 명탐정 코난
- 명탐정 코난